# Billete de diez mil pesos colombianos
Los billetes de 10 000 pesos colombianos ($ 10,000) son una de las denominaciones del papel moneda que circulan actualmente en Colombia. Las diferentes ediciones emitidas rindieron homenaje a la etnia Emberá, Policarpa Salavarrieta y Virginia Gutiérrez de Pineda, siendo esta última la que se encuentra actualmente en circulación.

## Ediciones

### Primera edición
Entre 1992 y 1994, el Banco de la República de Colombia ordenó la fabricación de billetes conmemorativos de los 500 años del descubrimiento de América. En estos billetes, se muestra el rostro de una muchacha de la etnia Emberá en el anverso, mientras que en el reverso, muestra el mapa de Martin Waldseemüller y diversas aves de la fauna colombiana.
| N.º Pick | Primera emisión | Imágenes | Imágenes | Dimensiones | Color      | Descripción               | Descripción                                                 |
| N.º Pick | Primera emisión | Anverso  | Reverso  | Dimensiones | Color      | Anverso                   | Reverso                                                     |
| -------- | --------------- | -------- | -------- | ----------- | ---------- | ------------------------- | ----------------------------------------------------------- |
| 437a     | 1992            |          |          | 140 × 70 mm | Multicolor | Mujer de la etnia Emberá. | Mapa de Martin Waldseemüller y aves de la fauna colombiana. |

### Segunda edición
Se emitió el 1 de julio de 1995, poniéndose en circulación a partir del 30 de noviembre de 1995. Se caracteriza por su color marrón rojizo, y conmemora el 200.º aniversario del nacimiento de la heroína de la resistencia colombiana a la reconquista española de Nueva Granada, Policarpa Salavarrieta, mientras que el reverso muestra la Villa de Guaduas en el Bajo Magdalena, donde se ubicaba la casa de la familia Salavarrieta Ríos.
Sus características de seguridad son las siguientes:
- Marca de agua con el rostro de Policarpa Salavarrieta.
- Fibrillas e hilo de seguridad visibles a la luz ultravioleta.
- Doble hilo de seguridad.

| N.º Pick | Primera emisión    | Imágenes | Imágenes | Dimensiones | Color | Color         | Descripción            | Descripción      |
| N.º Pick | Primera emisión    | Anverso  | Reverso  | Dimensiones | Color | Color         | Anverso                | Reverso          |
| -------- | ------------------ | -------- | -------- | ----------- | ----- | ------------- | ---------------------- | ---------------- |
| 444      | 1 de julio de 1995 |          |          | 140 × 70 mm |       | Marrón rojizo | Policarpa Salavarrieta | Villa de Guaduas |

### Tercera edición
Trae en el anverso la imagen de la antropóloga santandereana Virginia Gutiérrez, y otra de cuerpo entero con un libro en sus manos, la flor de la victoria regia y la rana arborícola. En el reverso se plasma el paisaje de la Amazonia colombiana con hombre transitando en una canoa por el río Amazonas. En el anverso también se encuentra un fragmento de la dedicatoria de uno de los libros más representativos de Virginia Gutiérrez: «Familia y cultura en Colombia».
| Emisión                | Imágenes | Imágenes | Dimensiones | Color | Color | Descripción        | Descripción          |
| Emisión                | Anverso  | Reverso  | Dimensiones | Color | Color | Anverso            | Reverso              |
| ---------------------- | -------- | -------- | ----------- | ----- | ----- | ------------------ | -------------------- |
| 7 de diciembre de 2016 |          |          | 138 × 66 mm |       | Rojo  | Virginia Gutiérrez | Amazonia colombiana. |

Los billetes de 10 000 pesos colombianos tienen las siguientes medidas de seguridad:
- En el anverso, victoria regia y la rana arborícola están impresas en color cobre y al girar el billete cambian a color verde.
- A la luz ultravioleta, se muestran trazos fluorescentes en todo el billete.
- Las imágenes coincidentes del texto «BRC» y de la flor de la victoria regia, impresas parcialmente en cada costado del billete.
- Al lado izquierdo del anverso se descubre al trasluz el rostro de la antropóloga Virginia Gutiérrez, con efecto tridimensional, y el número «10».
- Zonas en alto relieve ubicadas en el rostro de la antropóloga, los textos de «Banco de la República», las firmas de los gerentes y la denominación del billete en braille.
- Al lado izquierdo del rostro, en la franja de color rojo, al observar el billete en posición casi horizontal desde la esquina inferior derecha a la altura de los ojos, se visualiza el texto «BRC»
- Al girar el billete, la parte central de la cinta de seguridad cambia de color verde a fucsia.

## Emisión
El Banco de la República ha emitido en total 3,283 millones de billetes de 10 000 pesos colombianos entre 1993 y 2019.
| 1993  | 1994   | 1995  | 1996   | 1997   | 1998   |
| ----- | ------ | ----- | ------ | ------ | ------ |
| 69,00 | 123,05 | 32,50 | 100,45 | 103,50 | 179,15 |

| 1999   | 2000  | 2001  | 2002   | 2003   | 2004 |
| ------ | ----- | ----- | ------ | ------ | ---- |
| 214,20 | 50,65 | 88,00 | 107,00 | 185,00 | 63,4 |

| 2005 | 2006  | 2007   | 2008   | 2009   | 2010   |
| ---- | ----- | ------ | ------ | ------ | ------ |
| 33,9 | 95,00 | 135,00 | 145,60 | 105,50 | 148,90 |

| 2011   | 2012   | 2013   | 2014   | 2015   | 2016  |
| ------ | ------ | ------ | ------ | ------ | ----- |
| 145,30 | 143,40 | 165,40 | 180,40 | 109,60 | 179,7 |

| 2017   | 2018   | 2019   | 2020  | 2021 | 2022 |
| ------ | ------ | ------ | ----- | ---- | ---- |
| 122,10 | 123,60 | 133,70 | 151,4 | 67,1 | 66,9 |

## Circulación
El Banco de la República informó que a finales de 2022, 279,8 millones de billetes de 10 000 pesos colombianos estaban en circulación en Colombia, que representan 2 797 991 millones de pesos colombianos.
| 2005      | 2006      | 2007      | 2008      | 2009      | 2010      | 2011      | 2012      |
| --------- | --------- | --------- | --------- | --------- | --------- | --------- | --------- |
| 1 867 353 | 1 988 705 | 2 043 803 | 1 932 536 | 1 939 594 | 2 078 033 | 2 084 506 | 2 221 596 |

| 2013      | 2014      | 2015      | 2016      | 2017      | 2018      | 2019      | 2020      |
| --------- | --------- | --------- | --------- | --------- | --------- | --------- | --------- |
| 2 579 022 | 2 959 637 | 3 200 178 | 2 808 766 | 2 983 297 | 3 159 501 | 3 272 793 | 3 158 315 |

| 2021      | 2022      |  |  |  |  |  |  |
| --------- | --------- |  |  |  |  |  |  |
| 2 967 868 | 2 797 991 |  |  |  |  |  |  |

| 2005  | 2006  | 2007  | 2008  | 2009  | 2010  | 2011  | 2012  |
| ----- | ----- | ----- | ----- | ----- | ----- | ----- | ----- |
| 186,7 | 198,9 | 204,4 | 193,3 | 194,0 | 207,8 | 208,5 | 222,2 |

| 2013  | 2014  | 2015  | 2016  | 2017  | 2018  | 2019  | 2020  |
| ----- | ----- | ----- | ----- | ----- | ----- | ----- | ----- |
| 257,9 | 296,0 | 320,0 | 280,9 | 298,3 | 316,0 | 327,3 | 315,9 |

| 2021  | 2022  |  |  |  |  |  |  |
| ----- | ----- |  |  |  |  |  |  |
| 296,8 | 279,8 |  |  |  |  |  |  |

## Medidas contra la falsificación
El director del Banco de la República de Colombia, José Darío Uribe, lanzó la campaña Billetes y monedas: valor y arte en 2010 para que los ciudadanos puedan detectar falsificaciones. A través de una serie de talleres, cajeros, comerciantes, conductores de servicios públicos, y en general, todos aquellos que pueden estar expuestos a recibir dinero falsificado fueron capacitados para reconocer el dinero falsificado. Al final de esta capacitación, recibieron como certificado una calcomanía para exhibir en su tienda y en sus cajas registradoras a fin de ahuyentar a los posibles traficantes de dinero falsificados. Según José Darío Uribe, «Las diversas campañas educativas que ha llevado a cabo el Banco de la República han reducido la cantidad de billetes falsos en Colombia». El Banco de la República recomienda reconocer los billetes falsos por el simple método de «Tocar, mirar y girar».

## En otros formatos
| Tipo y Valor       | Título | Características            | Descripción | Descripción |
| Tipo y Valor       | Título | Composición                | Anverso | Reverso |
| ------------------ | --- | -------------------------- | --- | --- |
| En circulación     | |                            | | |
| Moneda de $ 10 000 | Moneda de color negra de 10.000 pesos, acuñada con ocasión del bicentenario de la Batalla Naval del Lago de Maracaibo y Declaratoria del 24 de julio como día de la Armada de Colombia | Aleación: - Cobre - Níquel | El anverso de la moneda muestra la imagen del Almirante José Padilla López, quien el 24 de julio de 1823 derrotó a la Real Marina Española en la batalla del lago de Maracaibo, con lo cual se consolidó la independencia de Colombia. A su izquierda figura el texto “ALMIRANTE JOSÉ PADILLA LÓPEZ” y la frase “Morir o ser libres” | El reverso presenta la imagen del escudo de la Armada de la República de Colombia, que contiene tres franjas iguales, dentro de las cuales se encuentran los emblemas del escudo nacional de Colombia, a saber, dos cornucopias y una granada, el gorro frigio y la imagen de los dos océanos de Colombia.                            |
| Retiradas          | |                            | | |
| Moneda de $ 10 000 | Moneda de color plata de 10.000 pesos, acuñada con ocasión del Bicentenario del sacrificio de la heroína nacional Policarpa Salavarrieta                                               | Aleación: - Cobre - Níquel | El anverso de la moneda muestra la imagen de Policarpa Salavarrieta, basada en un retrato de 1855 del pintor José María Espinosa. Conocida como “La Pola”, es la heroína más popular de la Independencia de Colombia. Nació hacia 1795 y fue fusilada en Bogotá el 14 de noviembre de 1817 por conspirar y espiar en favor de los patriotas de los llanos de Casanare, en plena época de la reconquista española. También se incluye la leyenda “POLICARPA SALAVARRIETA” y “200 AÑOS DEL SACRIFICIO DE LA HEROÍNA”. | El reverso presenta la casa donde vivió Policarpa Salavarrieta en la población de Guaduas, Cundinamarca. Está situada a poco más de una cuadra del parque principal y su construcción, de una sola planta, con muros de bahareque y techo de palma, es testimonio de la vida cotidiana de una familia de mediana riqueza en su época. |
| Moneda de $ 10 000 | Conmemoración del Bicentenario de la Batalla de Boyacá. | Aleación: - Cobre - Níquel | Contiene la figura de una mujer indígena que representa la libertad y con un tocado de plumas que representa a América. Lleva como texto "Libertad Americana", junto con el año de acuñación original. | Contiene la imagen de la granada, con que nombra el primer nombre del país "Nueva Granada", y la acompañada con la frase "República de Colombia". |

## Polémica
Adriana Martínez Dogiramá, una mujer del pueblo emberá, sostiene que una imagen suya fue utilizada en el antiguo billete de 10 000 pesos. En una entrevista con la revista Semana dijo que en el momento en que la foto fue tomada tenía 14 años. Tanto Adriana como su hija esperan un reconocimiento del Banco de la República por usar su imagen sin consentimiento.
El Banco de la República le aseguró a Semana que el rostro que aparece en el billete es un diseño propio que recopila las características más sobresalientes de las mujeres de esta comunidad y exalta su tradiciones y cultura.